# Scottish League Cup 2003/04
Der Scottish League Cup wurde 2003/04 zum 58. Mal ausgespielt. Der schottische Ligapokal, der offiziell als CIS Insurance League Cup ausgetragen wurde, begann am 2. September 2003 und endete mit dem Finale am 14. März 2004. Am Wettbewerb nahmen die Vereine der Scottish Football League und Scottish Premier League teil. Wurde ein Duell nach 90 Minuten plus Verlängerung nicht entschieden, kam es zum Elfmeterschießen. Zum ersten Mal in der Klubgeschichte konnte der FC Livingston den Ligapokal gewinnen, im Finale gewann der Verein gegen Hibernian Edinburgh.

## 1. Runde
Ausgetragen wurden die Begegnungen am 2. und 3. September 2003.
|                       | Ergebnis  |                    |
| --------------------- | --------- | ------------------ |
| FC Arbroath           | 1:0       | Raith Rovers       |
| Ayr United            | 1:2       | FC Dumbarton       |
| FC Cowdenbeath        | 3:0       | Alloa Athletic     |
| FC East Fife          | 0:2       | Airdrie United     |
| FC East Stirlingshire | 1:2       | Ross County        |
| Elgin City            | 0:4       | Brechin City       |
| Forfar Athletic       | 1:0       | Berwick Rangers    |
| FC Gretna             | 1:2       | FC Peterhead       |
| Hamilton Academical   | 3:2       | Albion Rovers      |
| Inverness CT          | 1:2       | FC Queen’s Park    |
| FC Montrose           | 2:0       | Stirling Albion    |
| FC St. Mirren         | 0:2 n. V. | FC St. Johnstone   |
| FC Stenhousemuir      | 1:2       | Queen of the South |
| Greenock Morton       | 2:0       | FC Stranraer       |

## 2. Runde
Ausgetragen wurden die Begegnungen am 23. und 24. September 2003.
|                      | Ergebnis              |                     |
| -------------------- | --------------------- | ------------------- |
| FC Aberdeen          | 3:1                   | FC Dumbarton        |
| FC Arbroath          | 3:4 n. V.             | FC Falkirk          |
| Brechin City         | 1:0                   | FC Kilmarnock       |
| FC Clyde             | 2:1                   | Airdrie United      |
| Dundee United        | 3:1                   | Greenock Morton     |
| Forfar Athletic      | ?:? n. V. (4:2 i. E.) | FC Motherwell       |
| Hibernian Edinburgh  | 9:0                   | FC Montrose         |
| FC Queen’s Park      | 1:3                   | FC Livingston       |
| Ross County          | 0:3                   | Queen of the South  |
| FC St. Johnstone     | 3:2 n. V.             | Hamilton Academical |
| Dunfermline Athletic | 2:2                   | FC Cowdenbeath      |
| FC Peterhead         | ?:? n. V. (2:4 i. E.) | Partick Thistle     |

## 3. Runde
Ausgetragen wurden die Begegnungen am 28./29. November und 4. Dezember 2003.
|                     | Ergebnis |                      |
| ------------------- | -------- | -------------------- |
| FC Aberdeen         | 5:0      | Brechin City         |
| Hibernian Edinburgh | 2:1      | Queen of the South   |
| Glasgow Rangers     | 6:0      | Forfar Athletic      |
| FC St. Johnstone    | 3:2      | Dunfermline Athletic |
| FC Clyde            | 2:5      | FC Dundee            |
| Dundee United       | 0:1      | FC Livingston        |
| Heart of Midlothian | 2:1      | FC Falkirk           |
| Partick Thistle     | 0:2      | Celtic Glasgow       |

## Viertelfinale
Ausgetragen wurden die Begegnungen am 2./3. und 18. Dezember 2003.
|                     | Ergebnis  |                     |
| ------------------- | --------- | ------------------- |
| FC Aberdeen         | 2:3 n. V. | FC Livingston       |
| FC Dundee           | 1:0 n. V. | Heart of Midlothian |
| Glasgow Rangers     | 3:0       | FC St. Johnstone    |
| Hibernian Edinburgh | 2:1       | Celtic Glasgow      |

## Halbfinale
Ausgetragen wurden die Begegnungen am 3. und 5. Februar 2004.
|                 | Ergebnis              |                     |
| --------------- | --------------------- | ------------------- |
| FC Livingston   | 1:0                   | FC Dundee           |
| Glasgow Rangers | ?:? n. V. (3:4 i. E.) | Hibernian Edinburgh |

## Finale
| Hibernian Edinburgh                     | Hibernian Edinburgh | FC Livingston | FC Livingston |
| --------------------------------------- | --- | --- | ------------- |
| Hibernian Edinburgh                     | \| 14. März 2004 in Glasgow (Hampden Park) \| \| Ergebnis: 0:2 (0:0) \| \| Zuschauer: 45.500 \| \| Schiedsrichter: Willie Young \| | \| 14. März 2004 in Glasgow (Hampden Park) \| \| Ergebnis: 0:2 (0:0) \| \| Zuschauer: 45.500 \| \| Schiedsrichter: Willie Young \| | FC Livingston |
| Hibernian Edinburgh                     | Daniel Andersson – Gary Smith (63. Tam McManus), Colin Murdock, Mathias Kouo-Doumbé, Roland Edge – Scott Brown, Gary Caldwell, Alan Reid (70. Stephen Dobbie), Kevin Thomson – Garry O’Connor, Derek Riordan Cheftrainer: Bobby Williamson | Roderick McKenzie – Rubio, Marvin Andrews, Emmanuel Dorado, David McNamee (80. Scott McLaughlin) – Lee Makel, Stuart Lovell , Burton O’Brien (89. Jon-Paul McGovern), Jamie McAllister – David Fernández (86. Fernando Pasquinelli), Derek Lilley Cheftrainer: David Hay | FC Livingston |
| Hibernian Edinburgh                     | 0:1 Derek Lilley (50.) 0:2 Jamie McAllister (52.) | | FC Livingston |
| 14. März 2004 in Glasgow (Hampden Park) | | |               |
| Ergebnis: 0:2 (0:0)                     | | |               |
| Zuschauer: 45.500                       | | |               |
| Schiedsrichter: Willie Young            | | |               |